# Crunchyroll Anime Awards
De Crunchyroll Anime Awards (ook wel The Anime Awards) zijn filmprijzen die sinds 2017 jaarlijks worden uitgereikt door Crunchyroll om de beste anime van het voorgaande jaar te bekronen.
De prijs werd voor het eerst uitgereikt op 11 januari 2017. De achtste editie vond plaats op 2 maart 2024 in de Japanse hoofdstad Tokio.
Uitsluitend animefilms en -series die in Japan zijn geproduceerd en legaal op televisie of als webserie zijn verschenen kunnen worden genomineerd voor de prijzen.

## Categorieën
- Anime van het Jaar
- Beste openingsscène
- Beste eindscène
- Beste animatie
- Beste drama
- Beste comedy
- Beste actie
- Beste film
- Beste langlopende serie
- Beste soundtrack
- Beste 'Slice of Life'
- Beste stemacteur
- Beste regisseur
- Beste personageontwerp
- Beste fantasie
- Beste romantiek
- Beste hoofdpersonage
- Beste co-personage
- Beste 'Must Protect At All Costs'-personage
- Beste animelied
- Beste nieuwe serie
- Beste originele anime
- Beste art director
- Beste cinematografie

Speciale categorieën:
- Industry Icon Award
- Special Achievement Award
- Presenter's Choice

## Edities
| Editie | Datum            | Anime van het Jaar                       |
| ------ | ---------------- | ---------------------------------------- |
| 1      | 28 januari 2017  | Yuri on Ice                              |
| 2      | 24 februari 2018 | Made in Abyss                            |
| 3      | 16 februari 2019 | Devilman Crybaby                         |
| 4      | 15 februari 2020 | Demon Slayer - Kimetsu no Yaiba          |
| 5      | 19 februari 2021 | Jujutsu Kaisen                           |
| 6      | 9 februari 2022  | Attack on Titan: The Final Season Part 1 |
| 7      | 4 maart 2023     | Cyberpunk: Edgerunners                   |
| 8      | 2 maart 2024     | Jujutsu Kaisen Season 2                  |

## Varia
- De animeseries Attack on Titan en Jujutsu Kaisen ontvingen in totaal de meeste nominaties in elk jaar.